# Струве (наукова династія)

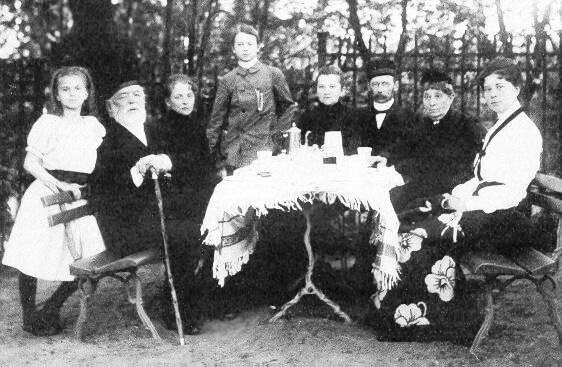
Астроном Отто Васильович Струве (1819—1905, другий зліва) з родиною. Третій справа — його син, астроном Герман Оттович Струве (1854—1920)

Династія Струве — династія науковців, які в XVIII—XX століттях досягли успіху в кількох східноєвропейських країнах (переважно в Німеччині і в Російській імперії) в різних галузях науки: астрономії, медицині, хімії та інших. Окремі представники династії також були визначними літературними, релігійними й політичними діячами. 
Засновником династії був німецький математик і музикант Якоб Струве (1755—1841). Його син Василь Якович Струве (1793—1864) заснував Пулковську обсерваторію в Росії й одним з перших виміряв паралакси зір, а правнук Василя Яковича Отто Струве (1897—1963) заснував Макдональдську обсерваторію у США і був президентом Міжнародного астрономічного союзу.
З Україною пов'язані долі астрономів Людвіга Оттовича Струве (1858—1920) й Отто Струве (1897—1963), а також професора медицини Адольфа Карловича Струве (1810-1894).

## Представники роду

### XVIII століття
Засновником династії вчених є Якоб Струве (1755—1841), математик та музикант. Після закінчення філологічного факультету Геттінгенського університету він працював учителем математики гімназії в Гарбурзі. У 1738 одружився з дочкою гарбурзького пастиря Марією Візе. Обіймав посади директора гімназій і ліцеїв у Бюккебурзі, Ганновері, Альтоні. Вони мали сімох дітей. Старший, Карл (1785—1838), став філологом, був директором гімназії в Кенігсберзі, потім — доцентом Дерптського університету. П'ятою дитиною, — після Ернста (1786—1822), Густава (1788—1829) і Християни (1791—1853), — був Вільгельм (нім. Friedrich Georg Wilhelm Struve) — майбутній астроном, більше відомий під зрусифікованим ім'ям Василь Якович Струве (1793—1864). Його молодший брат, Людвіг (1795—1828), отримав у Кільському університеті вчений ступінь доктора медицини, був професором анатомії в Дерптському університеті, а його син Август (1827—1850) готувався стати астрономом, представив дисертацію, але помер від туберкульозу.

### XIX століття
|  |  |

З численних дітей Василя Яковича Струве найвідомішими стали Отто Васильович (1819—1905), Генріх Васильович (1822—1908), Бернгард Васильович (1827—1889) та Кирило Васильович (1835—1907). Обидві його дочки одружились з астрономами: Шарлотта — з Вільгельмом Дьолленом, а Ольга — зі шведом Еоргом Ліндгагеном.
Отто Васильович Струве був наступником батька — спочатку помічником директора Пулковської обсерваторії, а потім її директором протягом 27 років. Він продовжив роботи з визначення точних координат зір, започатковані батьком, і їхнім результатом стало складання знаменитих Пулковських фундаментальних каталогів.
Генріх Васильович Струве став відомим хіміком. Працював у лабораторії Гірського департаменту, був експертом із судової хімії у Тифлісі. 1876 року його обрали членом-кореспондентом Санкт-Петербурзької академії наук.
Кирила Васильовича Струве у 1858 році зарахували астрономом у військово-дипломатичну місію графа Миколи Ігнатьєва, потім він працював у Пулковській обсерваторії, а в 1860 році на прохання батька його призначили на службу в Азійський департамент Міністерства закордонних справ. Займався астрономо-геодезичними дослідженнями у Туркестані. З 1873 року, коли його призначили послом до Японії, почалася його дипломатична кар'єра.
У сім'ї Василя Яковича Струве крім рідних дітей виховувалися четверо племінників-сиріт, один з яких, Теодор (1816—1885), став професором римської словесності та старожитностей у Казанському університеті, а потім викладав класичну філологію в Новоросійському університеті.

### XX століття
З чотирьох синів Отто Васильовича Струве визнання у галузі астрономії здобули двоє: Герман і Людвіг. Їхній старший брат Альфред Август Едуард Струве (1845—1916) став геологом, після навчання в Карлсруе та Санкт-Петербурзі він складав геологічну карту Підмосковного вугільного басейну. Його дочка, Емілія Альфредівна Струве, в 1913—1920 роках працювала в Головній фізичній обсерваторії, а в 1922—1933 роках була співробітницею Пулковської обсерваторії та працювала в Геологічному комітеті, а з 1933 — в Петрографічному інституті АН СРСР.
Герман Оттович Струве (1854—1920), працюючи в Пулковській обсерваторії, виконав колосальну кількість спостережень подвійних зір на 30-дюймовому рефракторі, отримав ряд точних положень супутників Сатурна, Урана та Марса. Потім був директором Кенігсберзької та Берлінської обсерваторій.
Людвіг Оттович Струве (1858—1920) після роботи в Пулківській та Дерптській обсерваторіях був запрошений читати лекції з астрономії та геодезії до Харківського університету, які поєднував із керівництвом університетської обсерваторією. Працював у галузі, традиційній для династії Струве, — позиційній астрономії.
Георг Германович Струве (1886—1933) навчався в Берлінському і Гайдельбергському університетах, захистив у 1910 році дисертацію з небесної механіки, працював в Бонській обсерваторії та в обсерваторії Гамбург-Бергедорф, з 1914 року — в Морській обсерваторії у Вільгельмсгафені, а з 1919 року — в Бабельсберзі. Мав двох синів — Вільфреда (1914—1992) і Райнгардта (1919—1943), — перший став астрономом, брав участь у Другій світовій війні; другий також брав участь в боях на боці нацистської Німеччини і загинув у 1943 році (або потрапив у полон) під Сталінградом.

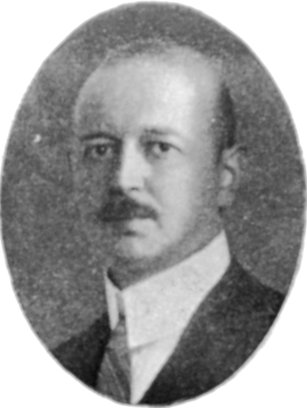
Г. Г. Струве

Отто Людвігович (1897—1963) був учасником Білого руху і в 1920 емігрував на Захід. Шлях в астрономію йому відкрив директор Єркської обсерваторії Едвін Фрост, який допоміг Отто Струве переїхати до США, де він закінчив університет Чикаго, а потім викладав у ньому. 1932 року він став директором Єркської обсерваторії. Він був успішним організатором астрономічної науки: коштом МакДональда в 1939 року Отто Струве створив нову обсерваторія й очолював її до 1947 року. Також він написав книгу «Астрономія XX століття». Основним напрямом наукової роботи Струве була зоряна спектроскопія. У 1929 році, спільно з Г. А. Шайном, він запропонував метод визначення швидкостей осьового обертання зір, у 1952 році висунув ідею виявлення екзопланет методом Доплера.

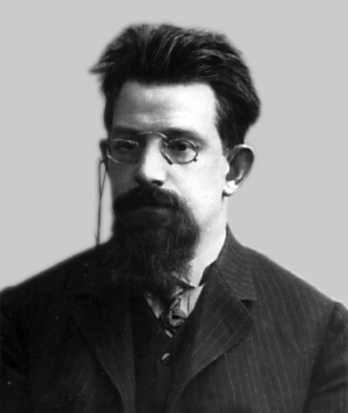
П. Б. Струве

У сім'ї губернатора Астраханської та Пермської губерній Бернгарда Васильовича Струве було шестеро синів, з яких найбільше себе проявили в науці Василь (1854—1912), — математик, — та Петро (1870—1944), — публіцист, філософ, економіст, соціолог та історик. Василь Бернгардович з 1900 року керував Костянтинівським межовим інститутом. Його прийомний син Василь Васильович Струве (1889—1965), який рано втратив своїх рідних батьків, з часом став відомим єгиптологом.
До I з'їзду РСДРП в 1898 Петро Бернгардович Струве написав «Маніфест Російської соціал-демократичної робітничої партії», потім він став членом ЦК кадетської партії, депутатом Державної думи Російської імперії, входив в уряд генерала П. М. Врангеля як начальник управління закордонних справ.
Один із його синів, Гліб Петрович Струве (1898—1985), став поетом і літературознавцем, інший, Олексій (1899—1976) — бібліографом і бібліофілом, а онук Микита Олексійович Струве (1931—2016) — професором філології та літератури в Сорбонні.